# تراميكورت
تراميكورت (بالفرنسية: Tramecourt)‏ هي بلدية تقع في إقليم باد كاليه من منطقة نور با دو كاليه في شمال فرنسا. تبلغ مساحة هذه المدينة 2.22 (كم²)، وترتفع عن سطح البحر 122 م، يبلغ عدد سكانها 58 نسمة حسب إحصاء المعهد الوطني للإحصاء والدراسات الاقتصادية سنة 2009 م. وترأس Cyr Henguelle البلدية خلال فترة (2001-2008).